# Piece of My Heart
Piece of My Heart è un brano musicale scritto da Jerry Ragovoy e Bert Berns e pubblicato come singolo da Erma Franklin, sorella di Aretha Franklin, nel 1967. La canzone ottenne uno straordinario successo l'anno successivo, nel 1968, quando Janis Joplin, leader della band psichedelica californiana Big Brother and the Holding Company, realizzò una cover in versione rock grazie alla quale l'album Cheap Thrills, nel quale la canzone era contenuta, occupò per alcune settimane il primo posto nella classifica americana degli album più venduti dell'anno.

## Cover

### Big Brother and the Holding Company
La canzone diventò nota nel 1968 grazie al contributo di Janis Joplin, cantante della band californiana Big Brother and the Holding Company. Erma Franklin, in un'intervista, disse che quando ascoltò per la prima volta la cover di Janis Joplin non la riconobbe a causa degli arrangiamenti musicali.
Nel 2004 venne classificata al 353º posto nella lista dei 500 migliori brani musicali di tutti i tempi redatta dalla rivista Rolling Stone.

### The Showmen
Il gruppo The Showmen ha registrato una cover del brano, inserita nell'album omonimo del 1969.

### Melissa Etheridge
Melissa Etheridge registrò la sua versione del singolo nell'album Greatest Hits: The Road Less Traveled nel 2005. Il 13 febbraio 2005, in occasione della consegna dei Grammy Awards, Melissa Etheridge e Joss Stone hanno reso omaggio a Janis Joplin esibendosi in un duetto interpretando Cry Baby e Piece of My Heart.